# Johannes Horion

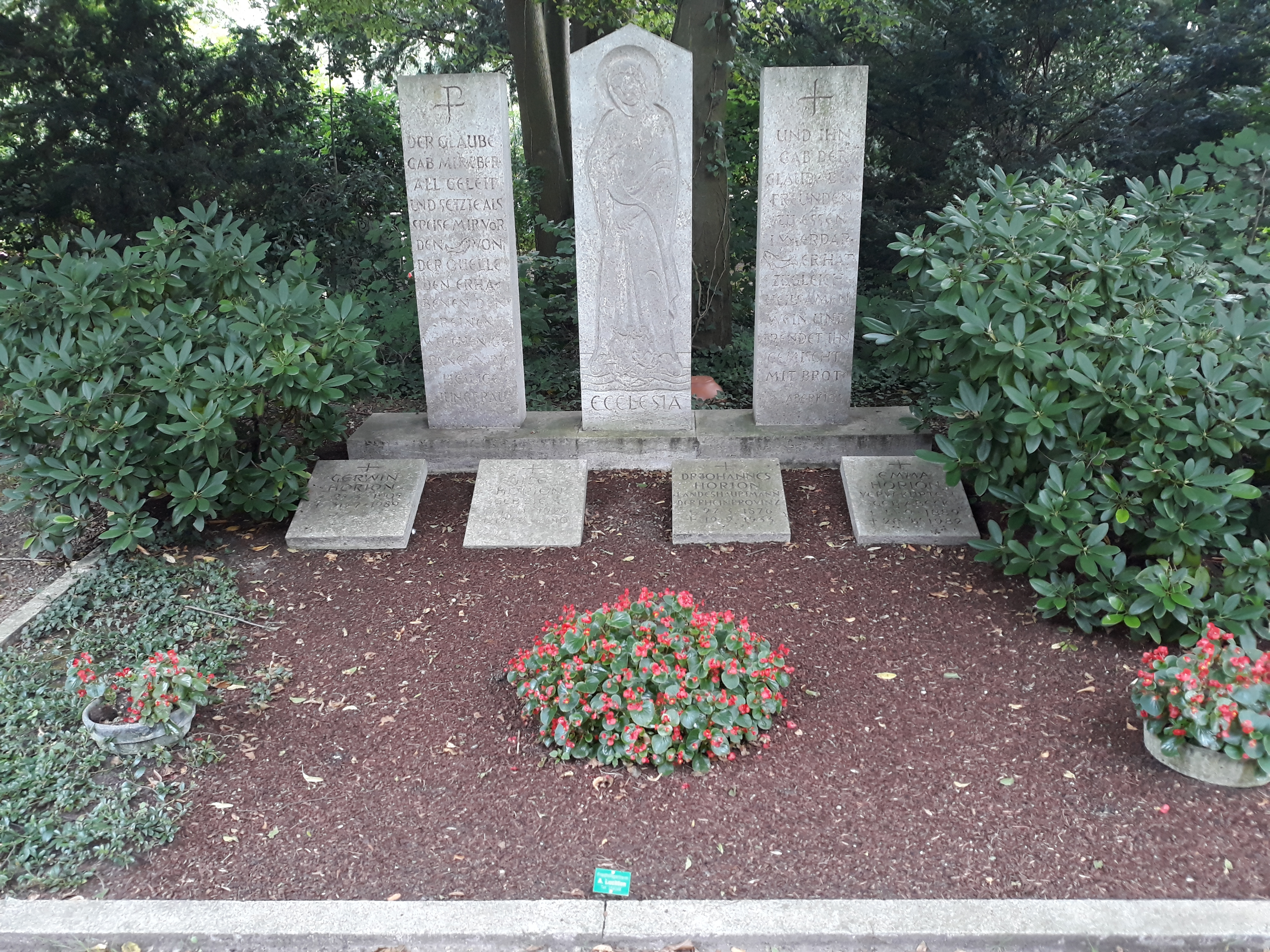
Das Grab von Johannes Horion und seiner zweiten Ehefrau Emma geborene Abeck verwitwete Kürten im Familiengrab auf dem Südfriedhof (Düsseldorf)

Johannes Horion (* 27. März 1876 in Marienforst bei Godesberg; † 19. Februar 1933 in Düsseldorf) war ein deutscher Politiker und Landeshauptmann der Rheinprovinz.

## Leben

### Beruflich

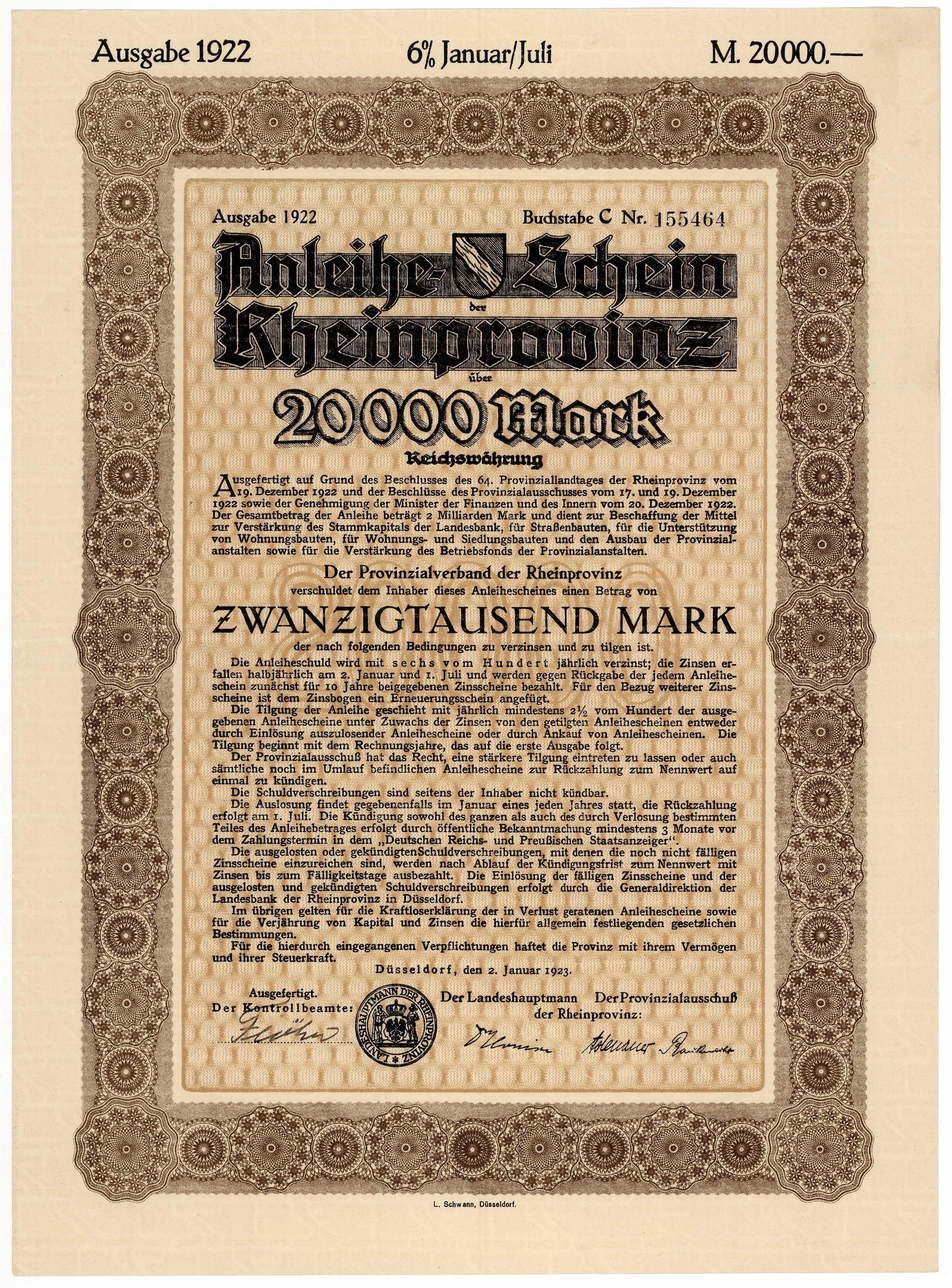
Unterschrift von Johannes Horion auf dem Anleihe-Schein der Rheinprovinz vom 2. Januar 1923 zur Verstärkung des Stammkapitals der Landesbank, für Straßen-, Wohnungs- und Siedlungsbauten sowie für den Ausbau der Provinzialanstalten und deren Betriebsfonds

Horion wuchs in Sinnersdorf nahe Köln auf, wo die Familie im Jahre 1879 einen Hof erworben hatte. Nach dem Abitur in Köln studierte Horion in Bonn, München und Berlin National-Ökonomie und Rechtswissenschaften. An seinen Studienorten schloss er sich jeweils katholischen Studentenverbindungen des KV an: Arminia Bonn, Askania Berlin (jetzt Askania-Burgundia Berlin) und Saxonia-München. Nach der Promotion zum Dr. jur. wurde Horion als Assessor in die Rheinische Provinzialverwaltung berufen. Zunächst Dezernent des Landesarmenwesens, wurde er im Jahre 1904 zum Landesrat ernannt und damit Leiter des gesamten Wohlfahrtswesens der preußischen Rheinprovinz.
Das Engagement für die Armen und sozial Schwachen zeichnete Horions Leben aus. So hatte er großen Anteil an der Armengesetzgebung. Nach Beginn des Ersten Weltkriegs begründete er die Fürsorgearbeit für Kriegshinterbliebene und Kriegsgeschädigte – Leistungen, die in anderen Landesteilen Nachahmung fanden. Nach Ende des Krieges setzte Horion seine soziale Arbeit fort. Er war auch an der Regelung der Durchführung des Waffenstillstands und des Friedensvertrages beteiligt. Eine Stelle als Staatssekretär für die besetzten Gebiete lehnte er ab, um weiter in der Provinzialverwaltung tätig sein zu können. Auch eine ihm später angetragene Kandidatur für das Amt des preußischen Ministerpräsidenten nahm er nicht an, um seine Arbeit im Rheinland nicht aufgeben zu müssen.
Auf Vorschlag des damaligen Kölner Oberbürgermeisters Konrad Adenauer wurde Horion 1922 mit überwältigender Mehrheit zum Landeshauptmann der Rheinprovinz gewählt. In dieser Funktion, die er bis 1933 innehatte, widmete er sich neben seinem sozialen Engagement auch der Kulturarbeit; so gilt er als „Vater der Denkmalpflege“.
Die erste europäische Autobahn zwischen Köln und Bonn, die 1932 eröffnet wurde, ist Horions Initiative und seinem Wirken zu verdanken.
Nach dem Tode von Horion wurde 1933 Heinrich Haake Landeshauptmann.

### Privat
- Vater Johannes (1839–1910), Mutter Sibylla (1839–1914), Schwester Sophia (1878–1953)
- in erster Ehe verheiratet mit Maria Krahe; drei Kinder, von denen eines früh verstarb
- in zweiter Ehe verheiratet mit Emma Abeck, verw. Kürten
- führender Mitarbeiter auf deutschen Katholikentagen
- führendes Mitglied der rheinischen Zentrumspartei
- Mitbegründer und 1924–1926 Vorsitzender des Katholischen Akademikerverbandes
- Vorstandsmitglied im Volksverein für das katholische Deutschland
- Mitglied in weiteren Verbindungen des KV: Ehrenphilister der Merovingia-Rheinland Düsseldorf, heute Rheno-Merovingia zu Bochum, 1929 der Langemarck-Bonn

## Ehrungen
Eine Auswahl an Ehrungen, die Johannes Horion zuteilwurden:
- 1917: Eisernes Kreuz zweiter Klasse am weißen Bande mit schwarzer Einfassung
- 1919: Medizinische Ehrendoktorwürde der Universität Bonn für seine Verdienste um die Kriegsbeschädigtenfürsorge
- 1925: Ehrendoktorwürde der Staatswissenschaften der Universität Bonn
- 1926: Präsident des deutschen Katholikentages in Breslau
- Verleihung des Titels und Ordens des „Comtur St.-Gregorius-Ordens mit Stern“ durch Papst Pius XI. für seine Verdienste um die Kirche[1]
- 1928: Verleihung der Ehrenbürgerwürde der Technischen Hochschule Aachen für seine Verdienste um die Förderung und Unterstützung der Studentenschaft in ihren gemeinnützigen Angelegenheiten

## Namensgebung
Mehrere Einrichtungen wurden im Gedenken an Johannes Horion nach ihm benannt. Eine Auswahl:
- Die „Villa Horion“ in Düsseldorf am Horionplatz (heute: Johannes-Rau-Platz) war bis 1998 Sitz des Ministerpräsidenten von Nordrhein-Westfalen. Heute ist sie Dienstsitz des Präsidenten des Landtags Nordrhein-Westfalen.
- In seiner Heimat Sinnersdorf wurden eine Straße (schon vor 1933) sowie die Grundschule nach Johannes Horion benannt.
- Ein zentrales Gebäude des Landschaftsverbandes Rheinland (LVR) in Köln-Deutz trägt den Namen „Horion-Haus“.

## Schriften
- Die rheinische Provinzialverwaltung, ihre Entwicklung und ihr heutiger Stand (1925).
- Denkschrift über den Ausbau der rechts- und linksrheinischen Durchgangsstraßen zwischen Köln und Koblenz (1930).
- Probleme der Reichsreform (1931).